# 17α-甲基雌二醇
17α-甲基雌二醇（英語：17α-Methylestradiol，缩写17α-Me-E2，商品名有Ginecosid、Ginecoside、Mediol和Renodiol）是一种雌激素类药物，可用于治疗更年期综合症。